# DK Bongos Controller
DK Bongos Controller é um periférico usado como controle em alguns jogos do Nintendo GameCube. Eles foram projetados pela própria Nintendo para serem usados com os jogos de música Donkey Konga, Donkey Konga 2 e Donkey Konga 3, além do jogo-título da plataforma Donkey Kong Jungle Beat. Ele seria usado também no jogo de corrida, DK Bongo Blast, que foi cancelado no GameCube a favor do Wii. Desta forma, este joystick não tem mais suporte neste game, que foi renomeado para Donkey Kong Barrel Blast. Segundo o site "breathecast.com", este periférico é compatível também com o jogo Super Smash Bros. Wii U.
Os DK Bongos usam dois sensores sensíveis ao toque para medir hits, e também tem um microfone embutido para capturar os barulhos de palmas no ar dadas acima dos cabos de bateria.
No Japão, este periférico é conhecidos como TaruKonga, uma palavra que faz a combinação dos vocábulos "Taru" (a palavra japonesa para barril), com "Kon" ou "Con" (um sufixo usado por Namco pelos nomes de seus periféricos, como GunCon ou TaTaCon) e Konga (ou Conga).
Em março de 2016, um gamer canadense entrou para o Guinness por ter finalizado o jogo Dark Soul com 9 diferentes tipos de controles. Um desses 9 joysticks foi o DK Bongos Controller.

## Receptividade
Este joystick aparece em alguns rankings, a saber:
- 10 craziest game controllers ever, elaborado pelo site "trustedreviews.com"[6]
- One of the craziest video game controllers, site "yahoo.com"[7]